# 及位インターチェンジ
及位インターチェンジ（のぞきインターチェンジ）は、山形県最上郡真室川町及位にある東北中央自動車道（主寝坂道路・真室川雄勝道路）のインターチェンジである。名称は仮称である。
計画では及位駅付近（北緯38度59分45秒 東経140度21分50秒 / 北緯38.99577度 東経140.36377度）に設けられる予定だが、真室川雄勝道路が未開通のため、現在は予定地より約1キロメートル南方の地点に、主寝坂道路と国道13号（国道344号線と重複）を結ぶ暫定出入口が設置されている。

## 歴史
- 1996年（平成8年）度 : 主寝坂道路が事業化する[1]。
- 2000年（平成12年）度 : 主寝坂道路の工事に着手する[1]。
- 2005年（平成17年）11月5日 : 主寝坂道路の中田仮出入口（現・中田IC）- 及位IC間が開通する[2]。
- 2013年（平成25年）度 : 真室川雄勝道路が計画段階評価を進めるための調査区間に指定される[3]。
- 2014年（平成26年）1月・6月 : 事業化に向け建設ルートについて沿線住民へのアンケート実施。アンケートに当たって、「全線自動車専用道路として新設・県境(北緯39度00分16秒 東経140度22分13秒 / 北緯39.004432度 東経140.370322度)部分を現道改良し残りを自動車専用道路として新設」の2案を提示。
- 2017年（平成29年）4月 : 全線自動車専用道路として新設するルートで事業着手。
- 未定 : 真室川雄勝道路・及位IC - 上院内IC間開通予定[4]。

## 周辺
- 及位駅
- 加無山県立自然公園
- 雄勝峠
- 主寝坂峠

## 接続する道路
- 国道13号（国道344号と重複）

## 交通アクセス
- 及位ICを降りて国道13号線を南進し、新及位から山形県道35号真室川鮭川線を進むと、真室川町北部を縦貫して、真室川市街へと至る。（現在、真室川町新町から同町川ノ内の区間に県道真室川鮭川線のバイパス（幅員11メートルの八敷代橋を含む）が開通しており、県道真室川鮭川線の大型車の通行禁止は解除された。かつては、県道真室川鮭川線（真室川町新町から同町川ノ内の区間）は、大型車が通行禁止されていたことがあり、理由としては、真室川町新町から同町川ノ内の区間にある八敷代橋（幅員4.5メートルの旧八敷代橋）が重量制限が14トンだったことであると思われる。）

## 隣
E13 東北中央自動車道（主寝坂道路・真室川雄勝道路）
中田IC - 及位IC（仮称） - 上院内IC（仮称・事業中）